# Moenkhausia
Il genere Moenkhausia comprende 62 specie di piccoli pesci d'acqua dolce appartenenti alla famiglia Characidae.

## Distribuzione e habitat
Tutte le specie del genere Moenkhausia sono diffuse in Sudamerica, nei bacini idrografici dei fiumi compresi nella fascia amazzonica tropicale. Abitano le acque fluviali e lacustri ricche di vegetazione.

## Specie
- Moenkhausia affinis
- Moenkhausia agnesae
- Moenkhausia atahualpiana
- Moenkhausia barbouri
- Moenkhausia bonita
- Moenkhausia browni
- Moenkhausia ceros
- Moenkhausia chrysargyrea
- Moenkhausia collettii
- Moenkhausia comma
- Moenkhausia copei
- Moenkhausia costae
- Moenkhausia cotinho
- Moenkhausia crisnejas
- Moenkhausia dichroura
- Moenkhausia diktyota
- Moenkhausia doceana
- Moenkhausia dorsinuda
- Moenkhausia eigenmanni
- Moenkhausia georgiae
- Moenkhausia gracilima
- Moenkhausia grandisquamis
- Moenkhausia hasemani
- Moenkhausia heikoi
- Moenkhausia hemigrammoides
- Moenkhausia inrai
- Moenkhausia intermedia
- Moenkhausia jamesi
- Moenkhausia justae
- Moenkhausia lata
- Moenkhausia latissima

- Moenkhausia lepidura
- Moenkhausia levidorsa
- Moenkhausia lopesi
- Moenkhausia loweae
- Moenkhausia margitae
- Moenkhausia megalops
- Moenkhausia melogramma
- Moenkhausia metae
- Moenkhausia miangi
- Moenkhausia moisae
- Moenkhausia naponis
- Moenkhausia newtoni
- Moenkhausia nigromarginata
- Moenkhausia oligolepis
- Moenkhausia orteguasae
- Moenkhausia ovalis
- Moenkhausia pankilopteryx
- Moenkhausia petymbuaba
- Moenkhausia phaeonota
- Moenkhausia pittieri
- Moenkhausia pyrophthalma
- Moenkhausia rara
- Moenkhausia robertsi
- Moenkhausia sanctaefilomenae
- Moenkhausia shideleri
- Moenkhausia simulata
- Moenkhausia surinamensis
- Moenkhausia takasei
- Moenkhausia tergimacula
- Moenkhausia tridentata
- Moenkhausia xinguensis